# Nghĩa trang Do Thái Chrzanów

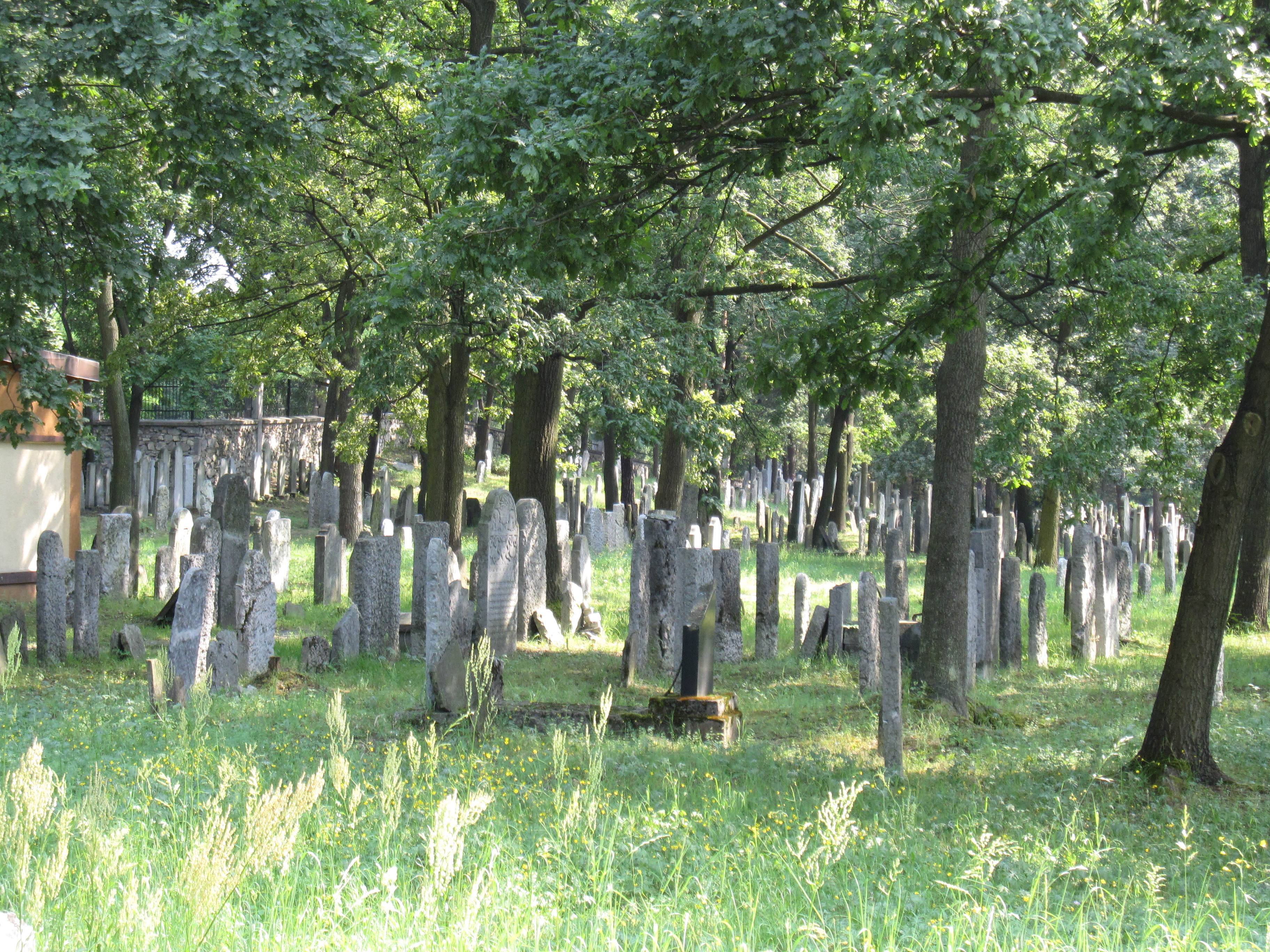
Nghĩa trang Do Thái của Chrzanów

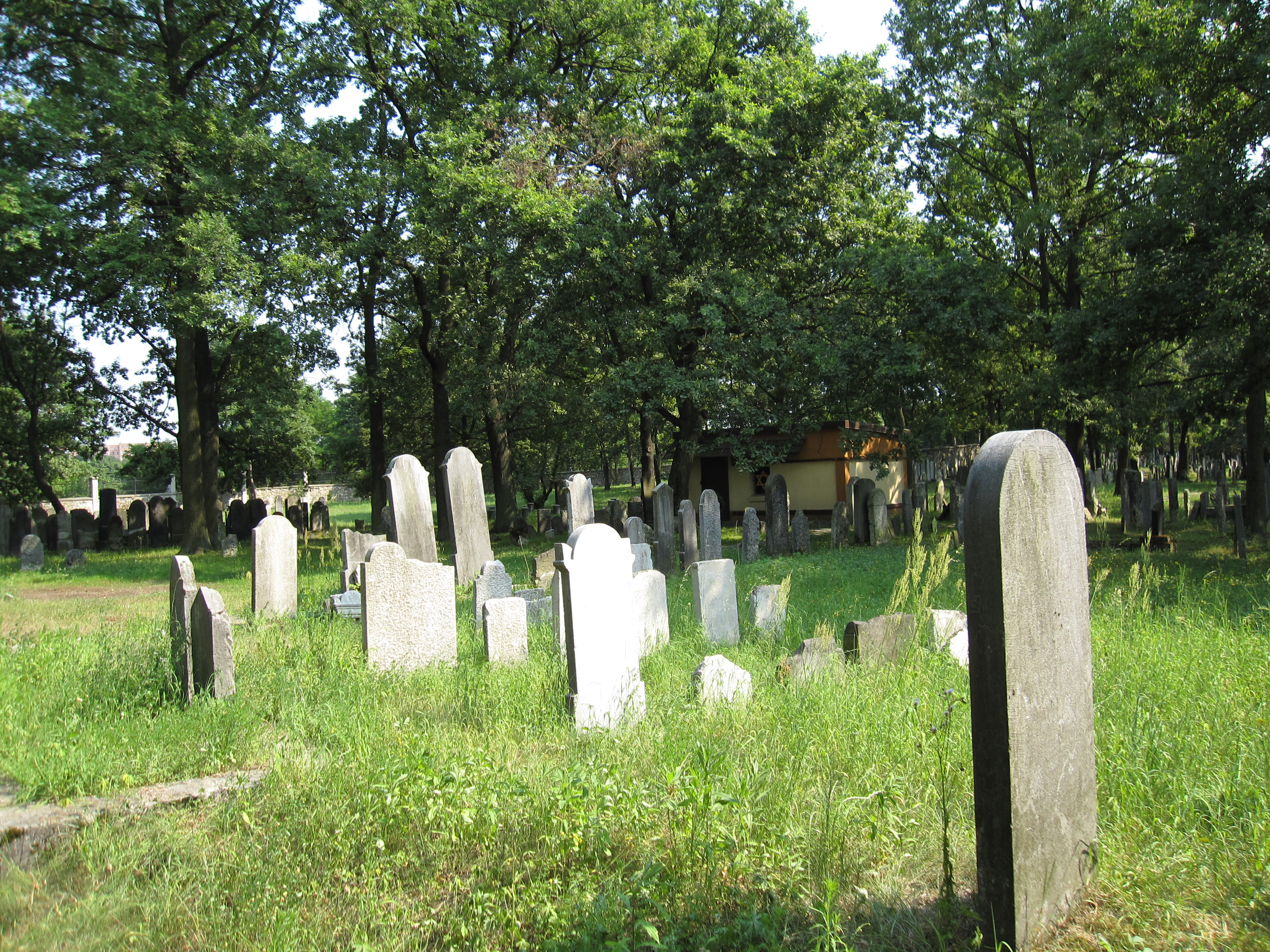
Bia mộ trong nghĩa trang

Nghĩa trang Thái Chrzanów nằm ở bên ngoài trung tâm Lesser Poland Voivodeship, Ba Lan.

## Lịch sử
Nghĩa trang này được thành lập vào giữa thế kỷ 18. Nó có diện tích 1,71 ha và có hơn 3.700 ngôi mộ. Bia mộ cổ nhất được bảo tồn cho đến nay có từ năm 1802 và gần đây nhất là năm 1949. Có hai lăng mộ để vinh danh người có địa vị đã quá cố tại nghĩa trang: một là giáo sĩ Salomon Bochner, người đã chết năm 1828, là một học sinh của Elimelech ở Lezajsk, và còn lại là của Helbersztams sống vào ngày 19 và thế kỷ 20. Một ngôi mộ tập thể đã được đặt ở trung tâm của nghĩa trang dành cho 37 người đã bị Đức quốc xã sát hại vào năm 1939 tại Trzebinia.
Vào ngày 7 tháng 8 năm 2007, việc cải tạo toàn diện nghĩa trang đã được hoàn thành với một buổi lễ tưởng niệm quốc tế và vào tháng 12 năm 2007, việc chăm sóc nghĩa trang được giao cho Bảo tàng Chrzanów.
Mọi người có thể tới đây để cầu nguyện cũng như tham quan theo các tour du lịch có hướng dẫn thông qua Bảo tàng Chrzanów. Nghĩa trang vẫn đóng cửa vào thứ bảy và ngày lễ của người Do Thái.